# Добросли
Добросли — деревня в Демянском районе Новгородской области России. Входит в состав Жирковского сельского поселения.

## География
Деревня находится в южной части Новгородской области, в зоне хвойно-широколиственных лесов, на правом берегу реки Явони, при автодороге 49К-0512, на расстоянии примерно 1 километра (по прямой) к западу-северо-западу от Демянска, административного центра района. Абсолютная высота — 48 метров над уровнем моря.

### Климат
Климат района характеризуется как умеренно континентальный, с относительно коротким нежарким летом и продолжительной сравнительно мягкой зимой. Среднегодовая температура воздуха — 4,5 °C. Средняя многолетняя температура самого холодного месяца (января) составляет −9°С (абсолютный минимум — −50 °C), средняя температура самого тёплого (июля) — 17 °С (абсолютный максимум — 36 °С). Безморозный период длится 120—130 дней. Среднегодовое количество осадков составляет 600—700 мм, из которых большая часть выпадает в тёплый период. Устойчивый снежный покров сохраняется в течение 130—140 дней.

### Часовой пояс
Деревня Добросли, как и вся Новгородская область, находится в часовой зоне МСК (московское время). Смещение применяемого времени относительно UTC составляет +3:00.

## Название
За свою историю название поселения претерпело сильные метаморфозы. Около 1495 года оно упоминается как деревня Доброславль Деманского погоста, в конце XVIII века уже как Доброселье. Название Доброселье воспроизводилось на картах до конца XIX века, однако, уже в середине его местные жители использовали современный вариант.
Название Доброславль, как указание на участок некоего Доброслава, вероятно появилось раньше первого упоминания в писцовых книгах. Запись XV века "Деревня в Доброславле" может указывать на то, что деревня появилась на месте заброшенного поселения (пустоши). Со времнем притяжательный смысл названия утратился. Вторая часть композита была переосмыслена, результатом чего стало название Доброселье.
Современное название Добросли — результат скрещивания этих двух вариантов. По другой версии — это незакономерная модификация одного из этих вариантов, устоявшаяся среди местных жителей.

## Население
| 2010 |
| ---- |
| 49   |

### Национальный состав
Согласно результатам переписи 2002 года, в национальной структуре населения русские составляли 98 % из 52 чел.